# 人工衛星クイズ
『人工衛星クイズ』（じんこうえいせいクイズ）は、日本テレビ系列（NNS）で放送された視聴者参加型クイズ番組。1984年3月22日と29日の2回のみ、『木曜スペシャル』の枠で特番の形で放送された。

## 概要
フランスで1981年〜1985年に制作・放送された『La Chasse aux trésor』の日本版（企画者ジャック・アントワンヌが、原案としてスタッフクレジットに記載されている）として、同局『アメリカ横断ウルトラクイズ』の制作スタッフが新たに制作したクイズ番組。『ウルトラクイズ』のスピンオフに当たる番組であった。サブタイトルは「走って走って走って!地球の裏側で宝をさがせ!」。スタッフによると、この企画は「構想7年、制作1年半」でスタッフの総勢は約200人だという。
男女2人のチームが地図に関する早押しクイズに答え、 正解すると指令を受け宝探しに挑戦する。宝探しは海外にいる山下真司に行ってもらい、日本テレビのスタジオと現地とを結ぶ、大西洋上とインド洋上にある人工衛星を通じて指示を出す。
最初にスタジオにつるされたカプセルを開け、そのカプセルに書かれた指令の内容文を大平透が朗読し終えたところで宝探しがスタートする。指示は声だけが聞こえ、解答者の姿などは山下には見えていなかった。またスタジオの解答者にも、あえて中継映像をモニターには映さず、手元にある資料などを基に無線でヒントを指示させるなどのやり取りだけにとどめた。これも宝探しならではの難解さを演出させるためだとしている。
出される謎は、現地とその人々に関連する話、伝わる話や歴史、民話などから作られ、宝物はその現地にまつわる品物とされている。宝が隠された地域の広さは、東京23区に相当するとされていた。
宝探しは3段階に分けられ、第1問と第2問で宝を見つける手がかりの品を見つけ、第3問で実際の宝を探す。総制限時間は45分。
賞金は、第1問と第2問は、正解の品にたどり着くまでの時間により決められ、15分以内であれば30万円、以後1分超過ごとに2万円ずつ減額。第3問は、100万円からそれまでの獲得賞金を引いた残り。ただし、制限時間内に見つけられない場合は0円となる。
3月22日の第1弾は チュニジア、29日の第2弾は スイス・アルプス・レマン湖近辺で宝探しを展開。
スイスでのスタート地点は「ロッシェ・ド・ネ」山頂で、使用したヘリコプターは最高時速300kmを誇ったスイス山岳救助隊の「ベル・ジェットレンジャー206」。人工衛星回線はインテルサットIVと同IV-Aを使用した。

## 出演者
- 児玉清（司会）
- 山下真司
- 福留功男（リポーター。『ウルトラクイズ』との関連を強調するためだけに登場するもので、番組開始前のオープニングにしか出演しない）
- 大平透（天の声）

## 事前番組
開始前の3月18日には、同局の『日曜スペシャル』で事前番組『㊙緊急指令!人工衛星とヘリコで地球の裏側と宝を探せ!!』を放送。ららぽーと船橋ショッピングセンター（現：ららぽーとTOKYO-BAY）を舞台に、福留が司会を務め、番組の見どころを放送した。
その中では、ららぽーと船橋でのエキシビションに加えて、山下が実際にセネガルまでロケに出かけて行った所謂パイロット版を、収録の舞台裏も含めて放送された。

## 後日談
放送されてから32年後の2016年8月24日に、テレビ朝日系列の『マツコ&有吉の怒り新党』で、視聴者からの投稿により放送された。